# Trương Tử Anh
Trương Tử Anh (1914-1946) est un nationaliste révolutionnaire vietnamien fondateur et premier chef historique du Parti du Grand Viêt Nam (en). Il dirigea clandestinement le Front des Partis nationalistes du Viêt Nam en 1945-1946 dans sa lutte contre le colonialisme français et contre le communisme.

## Contexte familial
Il est né en 1914 dans la commune de Hòa Phong, district de Tuy Hòa dans la province de Phú Yên. Il est issu d'une famille de révolutionnaires. Son grand-père paternel Trương Chính Đường a participé au mouvement de résistance d'Aide au Roi (Phong trào Cần Vương) à la fin du XIXe siècle pour contrer la colonisation du Viêt Nam (appelé à cette époque Đại Nam ou Grand Sud). Son père, Trương Bội Hoàng, est une figure locale proche du révolutionnaire Phan Bội Châu. Fils de Trương Bội Hoàng et de Nguyễn Thị Miêng, Trương Tử Anh est l'ainé d'une famille de dix enfants, raison pour laquelle on lui attribua le pseudonyme de l'Ainé (Anh Cả) ou de l'Ainé Phương (Cả Phương) lorsqu'il prit le nom de guerre Phương pour agir dans la clandestinité.

## La doctrine de la Survivance du Peuple
En 1934, il se rend à Hanoi pour y poursuivre ses études à la Faculté de Droit de l'Université indochinoise. Fervent patriote, il en profite pour étudier avec soin les différentes doctrines nationalistes existant de par le monde. Considérant qu'aucune doctrine politique ne convient à la situation vietnamienne, il se met à élaborer une nouvelle pensée politique rejetant tout à la fois le communisme soviétique, le national-socialisme allemand, le fascisme italien ou le triple démisme de Sun Yat-sen.
Le 10 décembre 1938, il publie un manifeste politique et philosophique succinct pour exposer la Doctrine de la Survivance du Peuple (ou doctrine de conservation du peuple) fortement inspirée des thèses social-darwinistes en vogue à cette époque. Considérant que depuis tout temps « la question vitale est le centre des questions sociales et des perturbations historiques », il préconise de résoudre « la question vitale » et « l'instinct de conservation » dans le cadre restreint de la nation. Selon lui, seul le nationalisme est en mesure de maintenir la cohésion du peuple et d'augmenter la puissance du pays face au colonialisme et aux dangers extérieurs. Sa doctrine idéologique vise à mettre fin au déclin du Viêt Nam colonisé : « pour éviter des conflits qui pourraient surgir entre les hommes, nous devons : “Unir nos compatriotes, les soumettre à une autorité dirigeante unique et puissante” ».

## Création du parti Dai Viêt et alliance nationaliste
En 1939, Trương Tử Anh proclame officiellement l'avènement du Parti du Grand Viêt Nam (communément appelé Parti Đại Việt, en abrégé ĐVQDĐ), armé de la Doctrine de la Survivance du Peuple (Chủ Nghĩa Dân Tộc Sinh Tồn).
Le 4 octobre 1941, repéré par la Sûreté coloniale, il est arrêté et torturé. Il est renvoyé en juillet 1942 dans sa province natale de Phú Yên où il est assigné à résidence.
En janvier 1943, il retourne au Nord clandestinement pour y reprendre ses activités révolutionnaires. Il est de nouveau arrêté en juillet 1943 et emprisonné à Hanoi. Il s'évade de prison grâce à la complicité d'autres cadres du parti. Le 21 juillet 1944, le gouverneur de la Résidence du Tonkin lance un mandat d'arrêt contre lui. Arrêté de nouveau il est libéré grâce à l'appui des Japonais qui occupent désormais l'Indochine.
En 1944, le petit parti de Trương Tử Anh s'allie à d'autres forces politiques nationalistes (le Parti Populaire du Grand Viêt Nam [Đại Việt Dân Chính] de l'intellectuel Nguyễn Tường Tam, le Parti National Socialiste du Grand Viêt Nam [Đại Việt Quốc Xã] de Nguyễn Xuân Tiếu, le Parti Humaniste du Grand Viêt Nam [Đại Việt Duy Dân] de Lý Đông A et le Néo-VNQDĐ de Nguyễn Ngọc Sơn) pour fonder l'Alliance Nationale du Grand Viêt Nam (Đại Việt Quốc Gia Liên Minh),.

## Résistance nationaliste et révolution d'août 1945

Drapeau du Front QDĐ (1945-1946)

En 1945, il organise les premiers maquis de résistance du Đại Việt à Kép (Bắc Giang) et Lạc Triệu dans le but d'entraîner et de former une armée susceptible de prendre le pouvoir. Après la capitulation du Japon impérial qui intervient le 15 août, il lance ses troupes à l'assaut de Hanoi. À cause des inondations importantes qui empêchent la progression de ses troupes, il parvient dans une ville déjà en pleine ébullition. Le front concurrent Viêt Minh, la Ligue pour l'indépendance du Viêt Nam dirigée par Hô Chi Minh, canalise la fièvre nationaliste et prend le pouvoir à Hanoi le 19 août en s'emparant des places fortes de la ville sous la neutralité bienveillante des Japonais.
Les forces nationalistes divisées se replient en province dans les maquis et écoles militaires du Front des Partis nationalistes entre Yen Bai et Chapa ou à Di Linh (Thanh Hoa). Une nouvelle alliance nommée Front des partis nationalistes (Mặt trận Quốc dân Đảng Việt Nam ou Front QDĐ), pensée et décidée en Chine du Sud en mai 1945, réunit le Đại Việt de Trương Tử Anh, le Parti Populaire du Grand Viêt Nam et le Parti National du Viêt Nam (en abrégé VNQDĐ). Ce front nationaliste se pose au Nord et au Centre du Viêt-Nam comme le principal opposant du Viêt Minh jugé comme un mouvement d'obédience communiste. Ce premier front de résistance anticommuniste est dirigé par un triumvirat composé de Trương Tử Anh, chef du Parti du Grand Viêt Nam, de Vũ Hồng Khanh, chef du Parti National du Viêt Nam et de Nguyễn Tường Tam, chef du Parti Populaire du Grand Viêt Nam. Trương Tử Anh prend la direction du front mais reste dans la clandestinité tandis que les deux autres chefs participent aux différents gouvernements provisoires de janvier et de mars 1946 dirigés par Hồ Chí Minh.
Dans sa lutte contre le communisme, le Front préconise une action en quatre étapes :
1. Lancer une campagne populaire de non-coopération avec le Viêt Minh
2. Détacher l'empereur Bảo Đại de l'emprise du Viêt Minh
3. Créer un centre politique à l'extérieur du pays
4. Renforcer les maquis et l'armée nationaliste (Quốc Dân Quân)[8].

Dans le même temps, Trương Tử Anh envoie des cadres du parti au Sud (Cochinchine) pour organiser la résistance anti-française.
En décembre 1945, il fonde l'école militaire Lục Quân Yên Bái (Chapa-Yên Bái) et le maquis de Di Linh dans la province de Thanh Hóa.

## Désunion nationaliste et répression politique
L'extrême confusion politique du début de l'année 1946 se clarifie avec le départ des troupes chinoises de Tchang Kaichek, installées au Nord depuis septembre 1945 pour désarmer les forces d'occupation japonaises. Le Front des partis nationalistes ne résiste pas à la signature de l'accord franco-vietnamien du 6 mars à Hanoi qui valide le retour militaire de la France au Tonkin.
Toujours dans la clandestinité, Trương Tử Anh projette une série d'attentats contre les forces françaises et un dresse un plan d'action pour renverser le gouvernement d'Hồ Chí Minh. Les forces spéciales de la Sécurité du Viêt Minh décident d'en finir en lançant le 12 juillet 1946 une vaste opération contre les opposants nationalistes. Elles visent en particulier les membres du Parti du Grand Viêt Nam. Beaucoup trouvent refuge en Chine du Sud.
À Hanoi, Trương Tử Anh est activement recherché. Il est finalement arrêté en décembre 1946 alors que la première guerre d'Indochine éclate dans le Nord. Il disparaît pour toujours.
En 2003, un communiqué officiel du Parti Đại Việt proclame officiellement que Trương Tử Anh a été assassiné à la fin du mois de décembre 1946 à Hanoi.

## Héritage
La doctrine initiale (rééditée aux États-Unis en 1985) a été considérablement révisée et augmentée en 1964 par Nguyễn Ngọc Huy un des plus importants cadres du parti au Sud Viêt Nam. Passant de quelques feuillets à plusieurs centaines de pages, elle se définit comme un nationalisme moderne et « scientifique ». La nouvelle doctrine de 1964 abandonne le « principe du chef » et un républicanisme autoritaire pour une voie démocratique et sociale. Trương Tử Anh est une figure historique aujourd'hui honorée lors des anniversaires politiques du mouvement Đại Việt. Les 4 et 5 décembre 2009, le parti commémore les 70 ans de sa création à Santa Ana en Californie. Le parti de Trương Tử Anh reste à ce jour interdit en République socialiste du Viêt Nam (RSVN).